# Oranim Academic College
Oranim (en hebreu: אורנים) (en català: "els pins") és una escola de magisteri que es troba a Qiryat Tivon, en el nord d'Israel. L'escola va ser fundada en 1951 pel moviment del quibuts unificat. El centre capacita amb els seus ensenyaments als professors, que volen exercir en l'educació dels infants, l'escola elemental i l'escola superior. Al voltant de l'edifici de l'escola es troba el Jardí Botànic d'Oranim.

## Alumnes notables
- Joshua Sobol, (nascut en 1939), guionista, escriptor, i director.